# Marcat Dance
Marcat Dance es una compañía de danza contemporánea fundada en 2016 por el coreógrafo español Mario Bermúdez y la bailarina estadounidense Catherine Coury. Tiene su sede en Vilches (Jaén, España) y se dedica a la creación, interpretación y enseñanza de la danza contemporánea. La compañía se caracteriza por su enfoque interdisciplinario y su interés en explorar dinámicas corporales y temas universales.

## Historia y fundación
Marcat Dance fue creada con el objetivo de desarrollar un espacio artístico en el ámbito de la danza contemporánea desde un entorno rural. La elección de Vilches como sede responde a la intención de descentralizar la actividad cultural, proporcionando una conexión entre la creación artística y la vida en un entorno natural. Desde sus inicios, la compañía ha tenido una proyección internacional, presentándose en festivales y teatros de diversas regiones de Europa, Asia y América. 

## Actividad artística
La compañía centra su actividad en tres pilares fundamentales: la creación coreográfica, la interpretación en escenarios nacionales e internacionales y la formación en danza contemporánea. Ha participado en festivales como:
- Festival Jacob´s Pillow (EEUU)
- Festival Prisma (Panama)
- Festival Madrid en Danza (España)
- Festival Danza en la Ciudad (Colombia)
- Greater Bay Dance Festival (China)

## Formación y educación
Además de sus producciones, Marcat Dance dedica una parte significativa de su labor a la formación. Mario Bermúdez y Catherine Coury imparten talleres y clases magistrales en diferentes países, enfocándose en la exploración del movimiento y la improvisación. La compañía también organiza el Festival Vildanza, con el objetivo de promover la danza contemporánea en entornos rurales y fomentar el intercambio artístico.

## Repertorio
El repertorio de Marcat Dance incluye una variedad de producciones que abordan temas relacionados con la naturaleza, la conexión humana y la introspección. Entre sus obras más destacadas se encuentran:

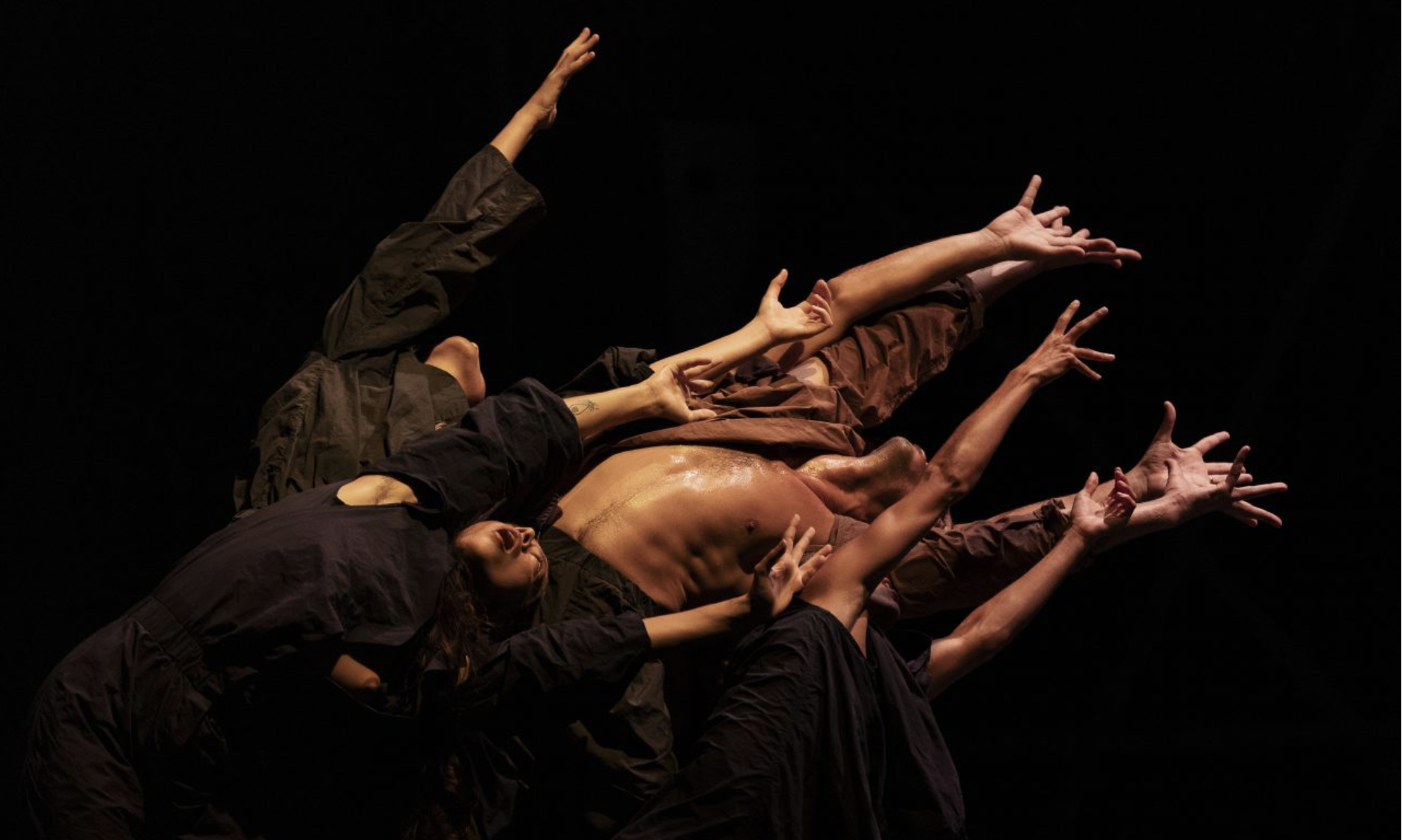
Escena del espectáculo 'AVERNO', de la compañía Marcat Dance

- ‘Alanda' (2016):[1] Una obra que explora la libertad y las posibilidades del movimiento humano, utilizando un lenguaje físico dinámico y expansivo.
- ‘Garip’ (2018):[2] Un trío que utiliza elementos culturales y técnicos para crear una atmósfera tribal, combinando ritmos intensos y una estética visual evocadora.
- ‘Adama’ (2018):[3] Representa la relación entre la humanidad y la tierra a través de una narrativa simbólica, explorando la conexión entre los cuerpos y los ciclos naturales.
- ‘Huesos de Madera’ (2019):[4] Una pieza que examina la fragilidad y la resistencia del cuerpo a través del contraste entre la organicidad del movimiento y la rigidez estructural.
- ‘Anhelo’ (2021):[5] Una obra introspectiva que aborda los deseos humanos y la búsqueda de significado, reflejando la tensión entre la expectativa y la realidad.
- 'El Bosque’ (2022):[6] Inspirada en los paisajes naturales, utiliza la atmósfera de un bosque como escenario para explorar emociones y dualidades, reflejando lo conocido y lo desconocido en el movimiento.
- ‘AVERNO' (2023):[7] Basada en La Divina Comedia de Dante, analiza la relación entre lo individual y lo colectivo en un contexto de transformación emocional, explorando diferentes capas del sufrimiento y la redención.
- ‘Afines’ (2024):[8] Una obra que se centra en las conexiones humanas y la coexistencia en un espacio compartido, utilizando el movimiento como medio para reflejar la interdependencia y la armonía.

## Premios y reconocimientos
Marcat Dance ha recibido varios galardones en reconocimiento a su trabajo en el ámbito de la danza contemporánea. Entre los más destacados se encuentran:
- Premio a la Mejor Coreografía[9] en los Premios Talía (2024).
- Premio a la Mejor Coreografía[10] en los Premios Escenarios de Sevilla (2019 y 2023).
- Premio al Mejor Espectáculo de Danza[11] en los Premios Escenarios de Sevilla (2023) por AVERNO.
- Premio al Mejor Espectáculo de Danza en los Premios Lorca (2022[12] y 2023[13]).
- Premio PAD al Mejor Espectáculo de Sala (2020[14] y 2021[15]).
- Premio al Mejor Vestuario para AVERNO en los Premios Escenarios de Sevilla[16] (2023), diseñado por Moisés Nieto.
- Finalista a la Mejor Coreografía en los Premios Max por Anhelo (2020).
- Finalista a la Mejor Coreografía en los Premios Max por El Bosque (2023).
- Finalista al Mejor Espectáculo de Danza en los Premios Max por El Bosque (2023).
- Finalista a la Mejor Coreografía en los Premios Talía por El Bosque (2023).